# Leonardo Gori
Pour les articles homonymes, voir Gori.
Leonardo Gori, né le 1er janvier 1957 à Florence en Toscane, est un écrivain italien, auteur de roman policier. Ses écrits ne sont pas traduits en français.

## Biographie
Pharmacien de profession et collectionneur de fumetti et de bande dessinée par passion, il collabore à l'écriture de divers ouvrages sur le sujet dès le début des années 1980.
Il débute comme écrivain en 2000 avec le roman noir Nero di maggio sur fond de fiction historique. Plusieurs de ses romans mettent en scène le capitaine de l'Arme des Carabiniers Bruno Arcieri. Il obtient avec le roman L'angelo del fango le prix Scerbanenco et le prix Fedeli (it).

## Œuvre

### Romans
- Nero di maggio (2000)
- I delitti del mondo nuovo (2002)
- Il passaggio (2002)
- La finale (2003)
- Lo specchio nero (2004, avec Franco Cardini)
- L'angelo del fango (2005)
- Il fiore d'oro (2006, avec Franco Cardini)
- Le ossa di Dio (2007)
- Musica nera (2008)
- La città del sole nero (2008)
- Bloody Mary (2008, avec Marco Vichi)
- Il lungo inganno (2009, avec Divier Nelli)
- La città d'oro (2013)

## Prix et distinctions notables
- Prix Scerbanenco 2005 pour le roman L'angelo del fango.
- Prix Fedeli (it) 2006 pour le roman L'angelo del fango..